# Sauriurae

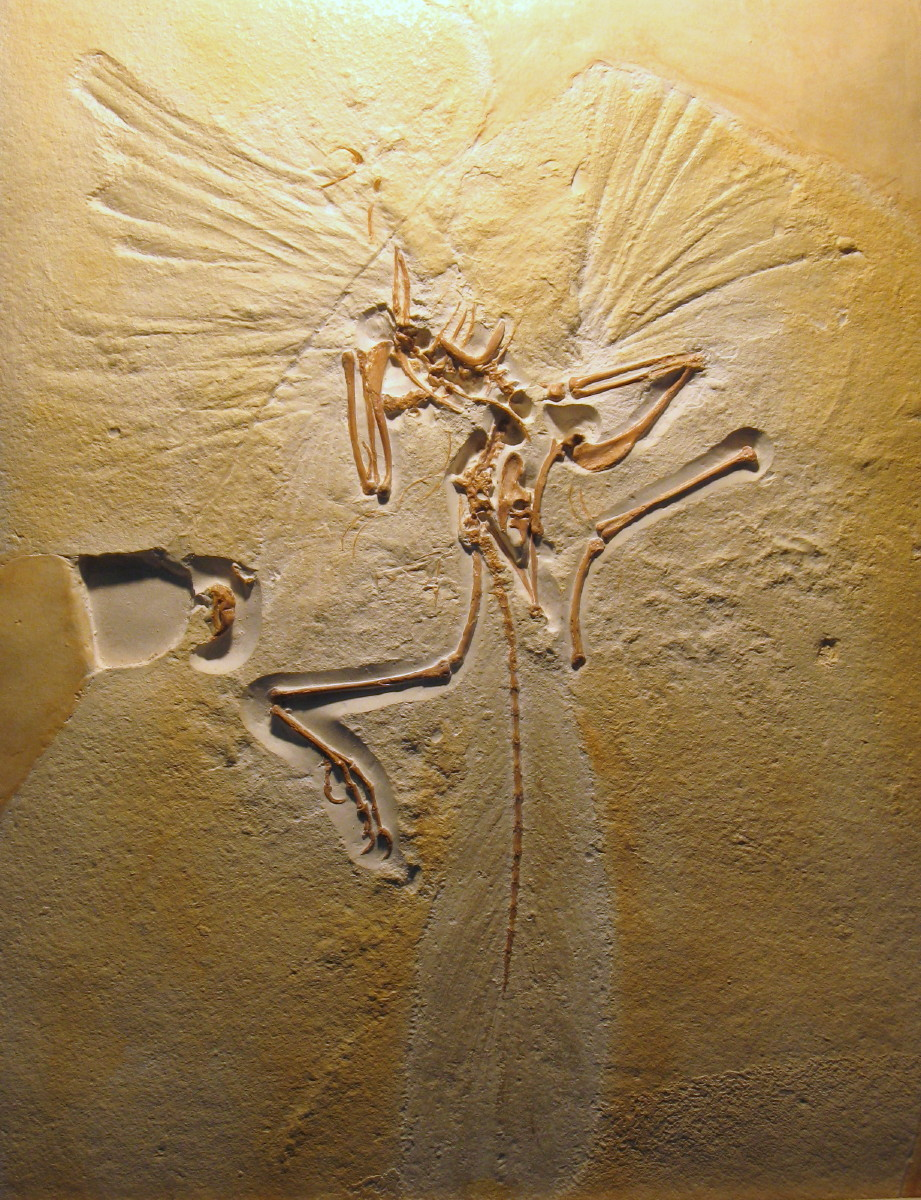
Fóssil de Arqueopteryx

Sauriurae (do grego: saurius, lagarto + urous, cauda) é uma subclasse obsoleta de aves criada por Ernst Haeckel em 1866. O grupo pretendia incluir o Archaeopteryx e distingui-lo de todas as outras aves então conhecidas, que estavam agrupados no grupo-irmão Ornithurae. A distinção referida por Haeckel neste nome é que o Archaeopteryx possui uma cauda longa e reptiliana, enquanto todas as outras aves que ele conhecia tinha uma cauda curta com poucas vértebras, fundidas no final em um pigóstilo.
Ji Qiang e Larry Martin continuaram a referir ao Sauriurae como um grupo válido natural. No entanto, pesquisadores como Jacques Gauthier (2001) e Julia Clarke (2002)  descobriram que os fósseis encontrados após o tempo de Haeckel superaram a distância entre caudas longas e curtas. Nas suas opiniões, qualquer agrupamento de Avialae com caudas longas deve excluir alguns dos seus descendentes - fazendo Sauriurae um táxon parafilético e, assim, um grupo inválido no âmbito dos sistemas atuais de nomenclatura filogenética.